# Jinan (köpinghuvudort i Kina, Hubei Sheng, lat 30,45, long 112,20)
Jinan (kinesiska: 纪南镇) är en köpinghuvudort i Kina. Den ligger i provinsen Hubei, i den centrala delen av landet, omkring 200 kilometer väster om provinshuvudstaden Wuhan. Antalet invånare är 52 715. Befolkningen består av 26 084 kvinnor och 26 631 män. Barn under 15 år utgör 13,0 %, vuxna 15-64 år 77 %, och äldre över 65 år 9,0 %.
Runt Jinan är det tätbefolkat, med 709 invånare per kvadratkilometer. Närmaste större samhälle är Jingzhou, 10,8 km söder om Jinan. Trakten runt Jinan består till största delen av jordbruksmark.
Genomsnittlig årsnederbörd är 1 247 millimeter. Den regnigaste månaden är maj, med i genomsnitt 183 mm nederbörd, och den torraste är december, med 19 mm nederbörd.